# مارتن فرديناند موريس
مارتن فرديناند موريس (بالإنجليزية: Martin Ferdinand Morris)‏ هو محامي وقاضي أمريكي، ولد في 3 ديسمبر 1834 في واشنطن العاصمة في الولايات المتحدة، وتوفي في 12 سبتمبر 1909.